# Holger Persson

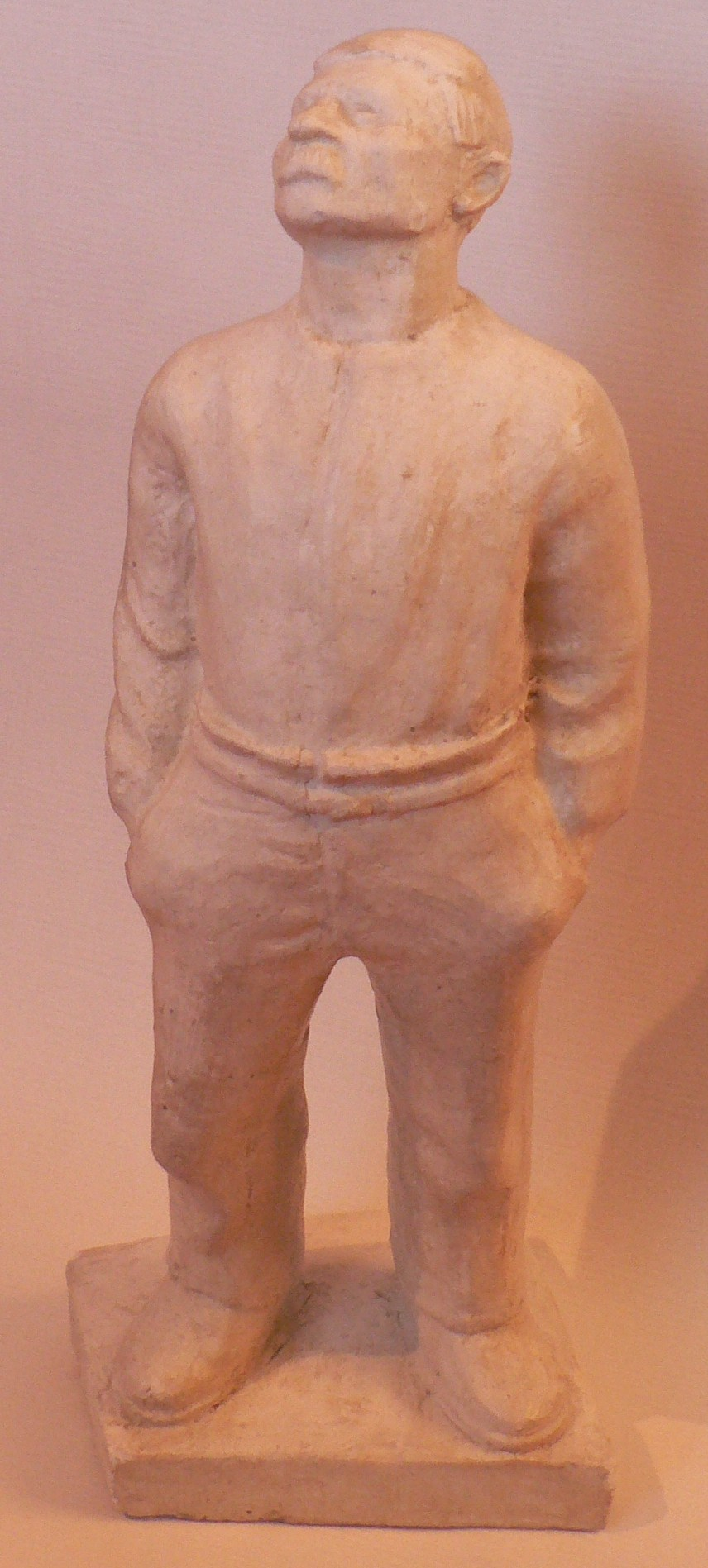
Far spår väder, statyett av Holger Persson.

Holger Persson, född 22 augusti 1901 i Multrå församling i Ångermanland, död 4 april 1961, var en svensk konstnär. 
Holger Persson utbildade sig vid Tekniska skolans konstavdelning i Stockholm, där han bland annat studerade för bröderna Aron och Gustaf Sandberg, vilkas ateljé han övertog efter deras död. Han studerade också vid konstakademin i Stockholm med bland andra Olle Hjortzberg som lärare.
Holger Persson skapade altarreliefen i fransk ek i Solbergs kyrka samt en altaruppsats i Björna kyrka (1958). Persson har också skapat en svit kulturpersonligheter i relief vid Hampnäs folkhögskola. Mest känd är Holger Persson för minnesmärket över Pelle Molin i Tjälls gård i Multrå vilket restes 1946. Verket blev Holger Perssons genombrott som konstnär. Därefter fick Persson också smycka Flottningsföreningens kontorsbyggnad i Sollefteå med en portalrelief i granit, samt en bronsrelief vid skogsbruksskolan i Skedom utanför Sollefteå. På Hallstagatan i Sollefteå finns två villor som har utsmyckningar av Holger Persson. På Sollefteå-museet finns också en byst att beskåda i entréhallen på första våningen. Persson är representerad vid bland annat Kalmar konstmuseum.

### Fotnoter
1. ↑  Andreas Beyer & Bénédicte Savoy (red.), Artists of the World Online, K.G. Saur Verlag och Walter de Gruyter, 2009, 10.1515/AKL, Artists of the World konstnärs-ID: 00072824.[källa från Wikidata]
2. ↑  ”Kalmar konstmuseum”. Arkiverad från originalet den 10 december 2017. https://web.archive.org/web/20171210015814/http://konstdatabas.designarkivet.se/index.php/Detail/Object/Show/object_id/780. Läst 9 december 2017.